# México nos Jogos Olímpicos de Verão de 1976
O México competiu nos Jogos Olímpicos de Verão de 1976, realizados em Montreal, Canadá.